# Уч-Курганська ГЕС
Уч-Курганська ГЕС, Учкурганська ГЕС — гідроелектростанція (ГЕС) руслового типу, зведена на річці Нарин за 12 км від міста Уч-Курган (Джалалабадської області Киргизстану) та за 2 від залізниці Уч-Курган — Таш-Кумир. Це зручне для будівництва ГЕС місце вперше було вибрано інженером Кузнєцовим в 1913 році.
Ця гідроелектростанція була введена в експлуатацію 5 листопада 1962 і з'явилася перша серед електростанцій Наринського каскаду.
До складу Уч-Курганського гідровузла входять основні споруди:
- будівля ГЕС з донними водоскидами,
- водозливна і земляна греблі,
- сопрягаючі і підпірні стінки водобою,
- другорядні споруди, не пов'язані з напірним фронтом води (службові містки, укріплення укосів лівобережного іригаційного каналу, захисні споруди від селів і паводків).

Будівля ГЕС підпірного типу є складовою частиною греблі, розташовано у лівого берега річки і складається з двох блоків, розділених температурним швом. У комплексі з будівлею розташовані вісім донних водоскидів, які розміщуються в нижній масивній частині будівлі між блоками гідроагрегатів нижче спіральної камери і здійснюють пропуск паводкових вод в кожній із чотирьох агрегатних блоків по двох напірним донним галереям постійного перетину (4 × 4 м). Загальна довжина будівлі разом із водозливною греблею і розвантажувальним майданчиком становить 100 м, висота — 56 м.
Основні показники Уч-Курганської ГЕС:
- Проєктна встановлена потужність — 180 МВт.
- Одинична потужність агрегату — 45 МВт.
- Середньобагаторічне вироблення електроенергії — 820 млн кВт·год.
- Бетонна гравітаційна гребля висотою — 56 м.
- Довжина греблі по гребеню — 18 м.
- Повний об'єм водосховища — 52,5 млн м³.
- Корисний об'єм — 20,9 млн м³.
- Розрахункова сейсмічність — 9 балів.
- Розрахунковий напір гідротурбін — 29 м.